# Zachód Abgarowicza

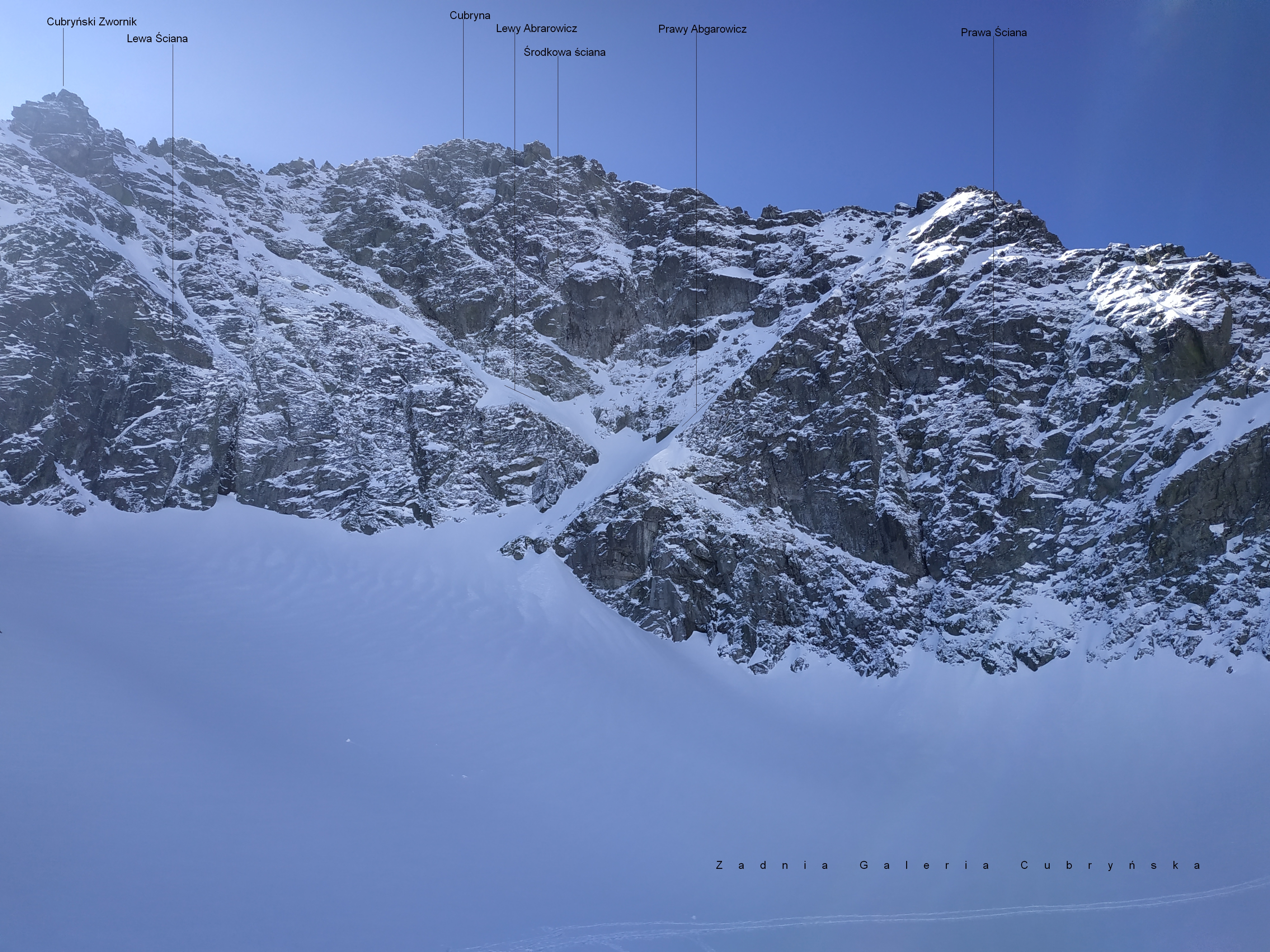

Zachód Abgarowicza(słow. Abgarowiczova lávka) – duży zachód na północno-zachodniej ścianie Cubryny w polskich Tatrach Wysokich. Ściana ta otacza łukiem Zadnią Galerię Cubryńską – najwyższe piętro Doliny za Mnichem. 
Zachód Abgarowicza ma postać litery Y i jest widoczny z daleka. W istocie są to dwa zachody:
- Prawy Zachód Abgarowicza, w skrócie zwany Prawym Abgarowiczem,
- Lewy Zachód Abgarowicza, w skrócie zwany Lewym Abgarowiczem[3]

Obydwa zachody mają wspólną dolną część. Jest to szeroki, o płytowej budowie zachód opadający na piargi galerii.
Zachody Abgarowicza dzielą umownie północno-zachodnią ścianę Cubryny na 3 części:
- Prawa Ściana – od żlebu opadającego spod Przełączki pod Zadnim Mnichem po Prawego Abgarowicza,
- Środkowa Ściana – od Prawego Abgarowicza do Lewego Abgarowicza,
- Lewa Ściana – od Lewego Abgarowicza do Komina Roja[3].

Zachodami Abgarowicza prowadzą drogi wspinaczkowe:
- Prawym Zachodem Abgarowicza; I w skali tatrzańskiej, 1godz.,
- Lewym Zachodem Abgarowicza; II, 1 godz. 30 min[3]

Zachodami Abgarowicza taternicy chodzą częściej w zimie. W Lewym Abgarowiczu powyżej wspólnego odcinka obydwu zachodów  znajduje się niezbyt wysoki, pionowy próg skalny. Zimą często uskok pod nim bywa zasypany śniegiem, co ułatwia przejście.